# Pfünz (Walting)
Pfünz ist eine Gemarkung und ein Ortsteil der Gemeinde Walting im oberbayerischen Landkreis Eichstätt. 

## Geographie
Das Kirchdorf Pfünz liegt 6 km östlich der Kreisstadt Eichstätt im Naturpark Altmühltal. Der Ort liegt an der Altmühl, einem linken Nebenfluss der Donau, und der Staatsstraße 2230 von Eichstätt nach Kipfenberg.

## Geschichte
Pfünz lag an der Kreuzung der Römerstraßen Weißenburg – Kösching und Nassenfels – Böhming. Der Limes, die römische Grenzbefestigung, war nur 10 km entfernt. Die Römer errichteten deshalb in Pfünz ein befestigtes Militärlager (röm. Name Vetoniana), das bis kurz vor der Mitte des 3. Jahrhunderts belegt ist.
Der Name Pfünz taucht erstmals in der lateinischen Bezeichnung Phuncina in einer Urkunde aus dem Jahre 889 auf. Im Jahre 1002 bestätigte Kaiser Otto III. dem Eichstätter Bischof den Wildbann, d. h. das Jagdrecht, in den Wäldern um Pfünz. 1282 übergab Albrecht Truchseß von Pfünz sein Festes Haus dem Hochstift Eichstätt als Lehen, behielt aber für sich und seine Nachkommen die Burghut zurück. Wann das Geschlecht der Herren von Pfünz ausstarb, ist nicht bekannt. 1475 erwarb Bischof Wilhelm von Reichenau das Schloss „zur Erholung und zur Jagd“ und nahm Erweiterungsbauten vor. Es wurde von Fürstbischof Johann Anton I. Knebel von Katzenelnbogen  (1705 – 1725) als Fürstbischöfliches Sommerschloss 1710 neu errichtet. 
Die erste Pfünzer Kirche (13. – 15. Jahrhundert) stand auf dem Bergplateau südwestlich über dem Ort („Kirchberg“) und war nur etwa 40 m vom einstigen Römerkastell entfernt. Die heutige Filialkirche St. Nikolaus gehört zur Pfarrei Hl. Familie in Eichstätt und liegt mitten im Dorf. Sie wurde unter Bischof Gabriel von Eyb erbaut und 1728 barockisiert.
Bis zur Säkularisation 1803 gehörte Pfünz zum Hochstift Eichstätt und lag ab 1500 im Fränkischen Reichskreis. Es gehörte dann zum Fürstentum Eichstätt des Erzherzogs Ferdinand von Toskana. Seit den Friedensverträgen von Brünn und Preßburg 1805 gehört der Ort zu Bayern. 
Mit dem Gemeindeedikt von 1818 entstand die Ruralgemeinde Pfünz mit der zugehörigen Einöde Almosmühle. Bei der Volkszählung 1861 wurden 191 Einwohner und 31 Gebäude ermittelt.

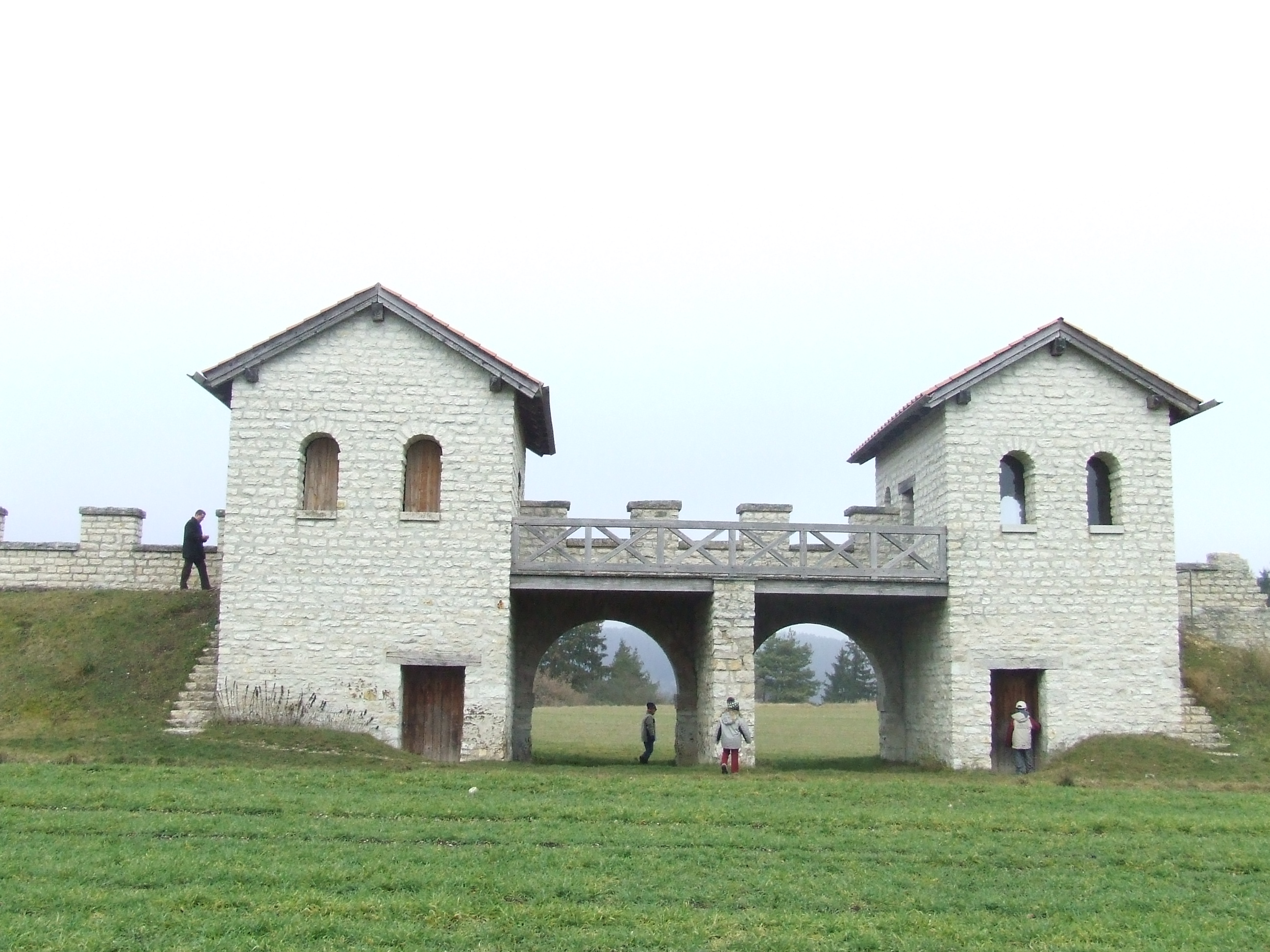
Kastell Pfünz, Nordtor-Rekonstruktion

Der Gutsbesitzer und Archäologe Friedrich Winkelmann ergrub zwischen 1884 und 1900 die Reste des Römerkastells Vetoniana.
Anlässlich der Gemeindegebietsreform schlossen sich am 1. Januar 1972 Gungolding, Pfalzpaint, Pfünz, Rapperszell, Rieshofen und Walting zur neuen Gemeinde Walting zusammen.
Seit 1997 findet auf dem Osterberg bei Pfünz jährlich das Bayerische Teleskopmeeting mit hunderten Besuchern aus Deutschland und dem nahen Ausland statt. Es handelt sich um eine bedeutende Veranstaltung in der deutschen Astronomieszene. Aufgrund der erhöhten und vor direkter Lichtverschmutzung weitgehend verschonten Lage bietet der Osterberg gute Bedingungen für Himmelsbeobachter und Astrofotografen.

## Sehenswürdigkeiten
- Schloss Pfünz, auf Vorgängerbauten von Fürstbischof Johann Anton Knebel von Katzenellenbogen (1705–1725) errichtet, heute Diözesanjugendhaus
- Filialkirche St. Nikolaus
- Kastell Pfünz (Vetoniana)[6], die Rekonstruktion entstand in Anlehnung an römische Militärbauten ohne fachbezogene wissenschaftliche Mithilfe zwischen 1992 und 1994 als freier Rekonstruktionsversuch von Nordtor und Nordwestturm mit dem dazwischenliegenden Wehrgang.[7]
- Altmühlbrücke Pfünz unweit des Ortes, eine wohl 1486 erbaute SteinbogenbrückeMittelalterliche Altmühlbrücke Pfünz bei  Pfünz  über die Altmühl

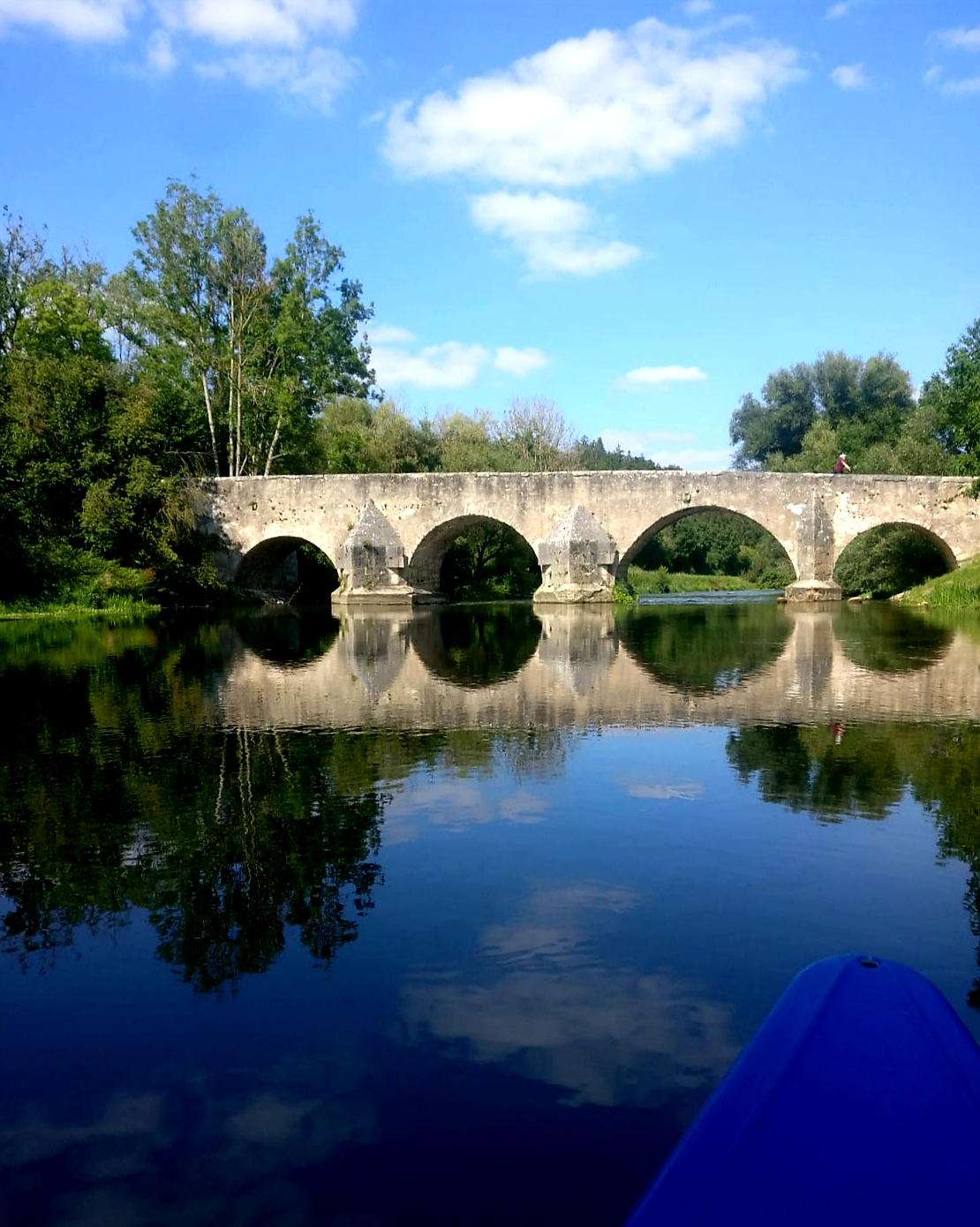
Mittelalterliche Altmühlbrücke Pfünz bei Pfünz über die Altmühl